# Дубраве (Слунь)
45°06′ пн. ш. 15°41′ сх. д. / 45.10° пн. ш. 15.68° сх. д.
Дубраве (хорв. Dubrave) — населений пункт у Хорватії, у Карловацькій жупанії у складі міста Слунь.

## Населення
Населення за даними перепису 2011 року становило 21 осіб.
Динаміка чисельності населення поселення: